# Blackalicious
Blackalicious est un groupe de hip-hop américain, originaire de Sacramento, en Californie. Le duo fait partie du collectif des Quannum MCs, aux côtés de DJ Shadow, Lyrics Born et Lateef the Truthspeaker.

## Biographie
Le rappeur The Gift of Gab est surtout connu pour son impressionnante capacité à rimer. Plusieurs chansons (My Pen and Pad, Reanimation..) contiennent des couplets entiers basés sur la même rime. Il se livre également à d'autres exercices impressionnants comme dans le titre Alphabet Aerobics, où la structure de la chanson repose sur des séquences correspondant aux lettres de l'alphabet, chaque séquence ne contenant principalement que des mots commençant par la lettre correspondante. À cela s'ajoutent les rimes et le tempo qui augmente au fur et à mesure.
Les deux se séparent lorsque Gift of Gab (Gabby T) obtient son diplôme au Kennedy High en 1989, mais se réunit à Davis, en Californie, en 1992. À cette période, Xcel devient étudiant à l'Université de Californie de Davis et Gift of Gab se délocalise à Davis pour former avec lui Blackalicious. UC Davis se situe là où Xcel se lance dans un groupe local de hip-hop nommé SoleSides, dont les membres incluent DJ Shadow, Lateef the Truth Speaker, et Lyrics Born. SoleSides Records est le nom de la société de la SoleSides Crew en Californie du Nord ; en 1994, ce label publie le premier single du groupe, Swan Lake. À la fin de 1997, SoleSides Records devient Quannum Records, et le 30 avril 1999, Quannum publie un autre EP de Blackalicious, A2G, le premier étant Melodica, publié le 31 juillet 1995.
En 2000, Quannum publie le premier album du groupe Nia en 1999 (dont le titre est un mot en swahili pour « but »). Après huit ans, Blackalicious signe enfin dans un label major en 2000, chez MCA Records. En avril 2002, Quannum/MCA fait paraitre le second album du groupe Blazing Arrow.

## Discographie

### Albums studio
- 1999 : Nia (Mo' Wax/Quannum Projects)
- 2002 : Blazing Arrow (MCA/Quannum Projects)
- 2005 : The Craft (ANTI-/Quannum Projects)
- 2015 : Imani Vol. 1

### EPs
- 1994 : Melodica (Mo' Wax)
- 1999 : A2G (Quannum Projects)
- 2000 : Deception (Quannum Projects)

### Singles
- 1994 : Swan Lake / Lyric Fathom (Solesides)
- 1999 : Deception (Quannum Projects)
- 2001 : Paragraph President / Passion (MCA Records/Quannum Projects)
- 2002 : If I May / Reanimation (Mo' Wax/Quannum Projects)
- 2002 : Make You Feel That Way / Sky Is Falling (MCA Records/Quannum Projects)
- 2005 : Your Move / My Pen and Pad (ANTI-/Quannum Projects)
- 2006 : Powers (ANTI-/Quannum Projects)
- 2010 : Toy Jackpot

### DVD
- 2006 : 4/20: Live in Seattle